# 波斯特岩
波斯特岩（英語：Post Rock），是南極洲的岩石，位於南喬治亞群島，處於埃爾塞胡爾灣入口處西部，海拔高度40米，在1931年由英國海軍繪入地圖，由英國海外領土管轄。